# إرماو لازارو
إرماو لازارو (9 نوفمبر 1966 - 19 مارس 2021) مغني وسياسي برازيلي. شغل منصب نائب في مجلس نواب البرازيل من 2015-2019.